# Oslamiv, Vinkivți
Oslamiv (în ucraineană Осламів) este o comună în raionul Vinkivți, regiunea Hmelnîțkîi, Ucraina, formată numai din satul de reședință.

## Demografie
Componența lingvistică a comunei Oslamiv
     Ucraineană (98,97%)
     Alte limbi (0,81%)
Conform recensământului din 2001, majoritatea populației comunei Oslamiv era vorbitoare de ucraineană (98,97%), existând în minoritate și vorbitori de alte limbi.